# عبد الله الأصيلي
أبو محمد عبد الله بن إبراهيم بن محمد الأصيلي (324 هـ، أصيلا - 392 هـ، قرطبة ) محدث وحافظ وفقيه مالكي مغربي. ولي القضاء بسرقسطة و الشورى بقرطبة.

## نشأته
ولد و نشأ بمدينة أصيلا المغربية على أرجح الأقوال، كان والده إبراهيم أديبا شاعرا له قصيدة في أهل فاس منها :
دخلت فاسا وبي شوق إلى فاس * * * و الحين يأخذ بالعينين و الراس
فلست أدخل فاسا ما حييت و لو * * * أعطيت فاسا بما فيها من الناس

## مساره العلمي
قدم قرطبة عام 342 هـ فسمع بها من أبو عمر بن حزم ، و محمد بن معاوية القرشي ، و أبي بكر اللؤلؤي ، و أحمد بن مطرف و غيرهم ، و ورحل إلى وادي الحجارة فسمع بها من وهب بن مسرة ثم إلى بجانة و أخذ بها عن ابن فحلون وغيره.
رحل إلى المشرق أول سنة 351 هـ فدخل القيروان و سمع بها ثم رحل برفقة أبي ميمونة دراس بن إسماعيل و أبي الحسن علي بن محمد بن خلف القابسي وكان كفيفا و كان الأصيلي هو الذي ضبط له سماعة عن المروزي بمكة صحيح البخاري برواية الفربري .
لقي بمصر أبا الطاهر البغدادي و ابن رشيق و حمزة الكناني الحافظ و أبا إسحاق بن شعبان و غيرهم ، وحج سنة 353 هـ فلقي بمكة أبا زيد المروزي سمع منه صحيح البخاري كما سبقت الإشارة إلى ذلك وأبا بكر الآجري ، و بالمدينة قاضيها أبا مروان المالكي و دخل العراق فسمع من أبي بكر الشافعي و أبي علي الصواف و أبي بكر الأبهري و غيرهم
تدبج مع الدارقطني، و كتب عنه ابن أبي زيد القيرواني وقال هو و القابسي لمن جاءهما للأخذ عنهما :ألم يقدم عليكم الأصيلي ؟ تركت - و الله - العلم وراءك "، وبه تفقه أبو عمران الفاسي و غيره ، و روى عنه المهلب بن أحمد بن أبي صفرة و أبو محمد ابن حزم الظاهري ، و لازمه أبو عبد الله ابن الحذاء بعد عودته من المشرق و كان يقول : لم ألق مثله في علمه بالحديث و معانيه و علله و رجاله.

قال فيه ابن حيان :

## كتاباته
له مؤلفات منها :
- كتاب الدلائل على أمهات المسائل و هي في اختلاف مالك و الشافعي و أبي حنيفة
- نوادر حديثه
- الانتصار
- رسالة المواعد المنتجزة
- رسالة الرد على ما استحل عن رسول الله صلى الله عليه و سلم
- رسالة الرد على ما شذ فيه الأندلسيون